# Changchun
För andra betydelser, se Changchun (olika betydelser).
Changchun är en stad med subprovinsiell status och huvudstaden i provinsen Jilin i södra Manchuriet i nordöstra Kina.

## Historia
Namnet Changchun kommer från Cha'achong, vilket går tillbaka till ett tungusiskt ord för "himmelsoffer". Namnet anpassades sedan till Changchun på kinesiska, vilket betyder "lång vår".
Jiaqing-kejsaren anlade själva staden Changchun 1800 i det som då var Jilin-provinsen i Manchuriet. Staden var obetydlig fram till rysk-japanska kriget, efter vilket staden blev en viktig knutpunkt i den japanskkontrollerade sydmanchuriska järnvägen (Mantetsu).
Changchun var 1932-1945, under namnet Xinjing (新京), "Nya huvudstaden", huvudstad i den japanska marionettstaten Manchukuo i samband med det andra sino-japanska kriget.
Under det kinesiska inbördeskriget svalt minst 160 000 av stadens invånare ihjäl på grund av kommunisternas belägring, vilken varade mellan juni och oktober 1948.
1956 övertog Changchun rollen som provinshuvudstad i Jilin.
Changchun var fram till 2020 vänort till Mora kommun.

## Administrativ indelning
Changchun består av sju stadsdistrikt, ett härad och två städer på häradsnivå:
- Stadsdistriktet Chaoyang (朝阳区), 379 km², 740 000 invånare;
- Stadsdistriktet Nanguan (南关区), 497 km², 610 000 invånare;
- Stadsdistriktet Kuancheng (宽城区), 877 km², 470 000 invånare;
- Stadsdistriktet Erdao (二道区), 965 km², 390 000 invånare;
- Stadsdistriktet Lüyuan (绿园区), 301 km², 570 000 invånare;
- Stadsdistriktet Shuangyang (双阳区), 1 663 km², 380 000 invånare;
- Stadsdistriktet Jiutai (九台市), 2 875 km², 830 000 invånare;
- Häradet Nong'an (农安县), 5 221 km², 1,12 miljoner invånare;
- Staden Dehui (德惠市), 3 096 km², 920 000 invånare;
- Staden Yushu (榆树市), 4 691 km², 1,23 miljoner invånare.

## Klimat
Genomsnittlig årsnederbörd är 880 millimeter. Den regnigaste månaden är juli, med i genomsnitt 202 mm nederbörd, och den torraste är januari, med 11 mm nederbörd.